# Corrida messicana
Corrida messicana (Mexican Hayride) è un film diretto da Charles Barton e interpretato da Bud Abbott e Lou Costello, meglio noti in Italia come Gianni e Pinotto.

## Trama
Joe Bascom va in Messico per riprendere a Harry Lambert i soldi che aveva rubato ai suoi amici. Si fa coinvolgere da questo in una truffa. Joe sta per essere arrestato perché il ricavato della truffa lo ha preso una donna e Joe non può ridarlo alla polizia. Harry e Joe finisce nell'arena col toro sul quale la donna ha buttato i soldi. Dopo tante peripezie li recupera e li dà alla polizia ed è così libero.